# Herz-Jesu-Kirche (Roßlau)

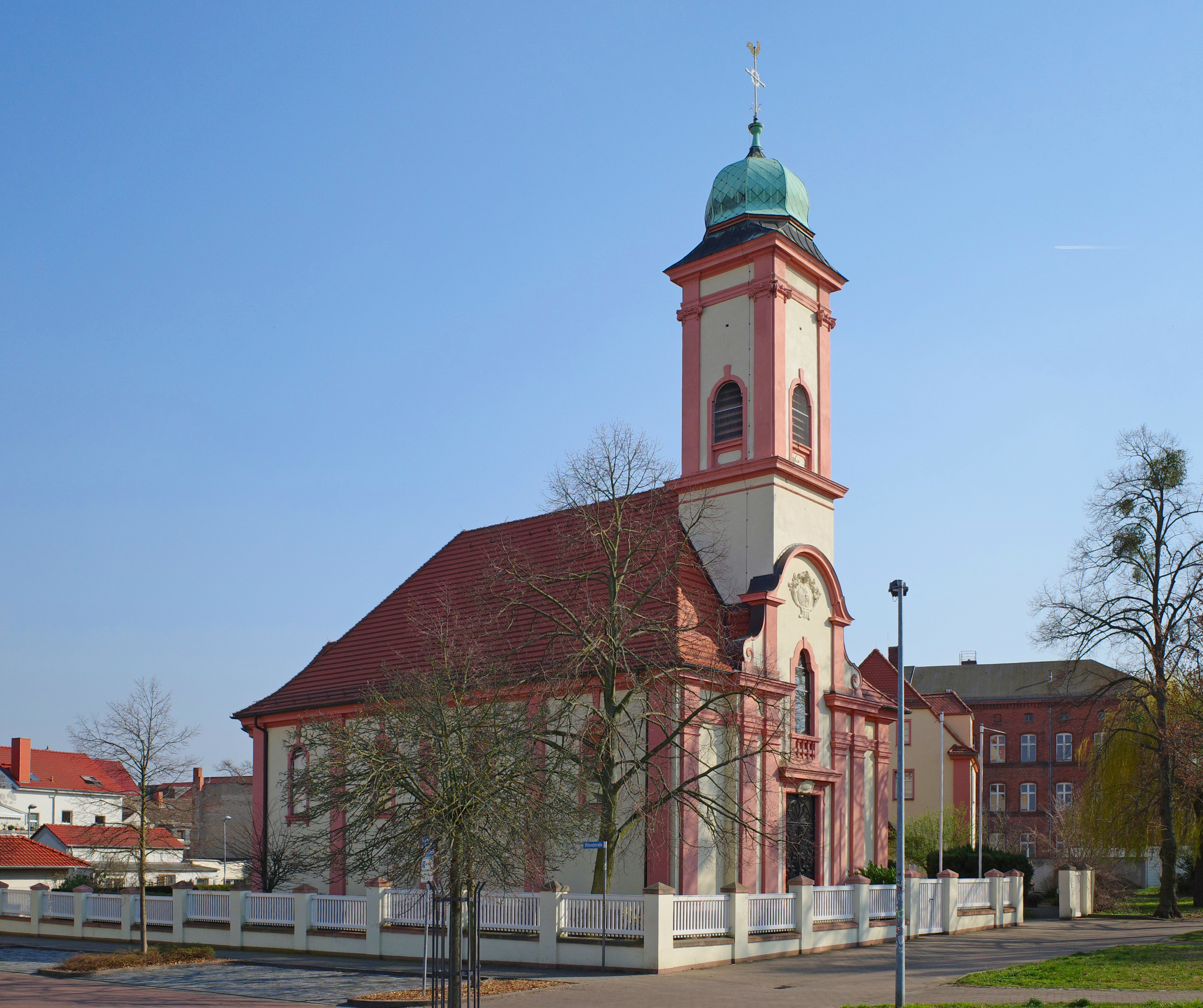
Herz-Jesu-Kirche

Herz Jesu ist die römisch-katholische Kirche in Roßlau, einem Stadtteil der kreisfreien Stadt Dessau-Roßlau in Sachsen-Anhalt. Die nach dem Heiligsten Herz Jesu benannte Pfarrkirche ist Sitz der Pfarrei Heilige Familie im Bistum Magdeburg. Das Kirchengebäude steht als Baudenkmal unter der Erfassungsnummer 094 41006 unter Denkmalschutz.

## Geschichte
Durch die um 1540 durchgeführte Reformation wurden die Bevölkerung und die Kirche von Roßlau protestantisch.
1773 ließ sich mit Pater Augustalis Schroer OFM wieder ein katholischer Seelsorger in Roßlau nieder. Er wohnte in einem Flügel des Rathauses, wo auch eine katholische Kapelle eingerichtet wurde, und übte die katholische Seelsorge im Fürstentum Anhalt-Zerbst aus. Bereits nach kurzer Zeit zog P. Schroer nach Zerbst um, die damalige Residenzstadt des Fürstentums Anhalt-Zerbst.
Durch das Militär, vor allem aber durch die Industrialisierung, zogen wieder vermehrt Katholiken nach Roßlau. Daher wurde am 1. Oktober 1906 in Roßlau eine katholische Schule eröffnet, für die in dem an der Hauptstraße gelegenen Gasthof Zum Bären von Anhalt Räume angemietet worden waren. Vom 28. Oktober 1906 an fanden dort auch katholische Gottesdienste statt. Die Seelsorge in Roßlau übte zunächst Heinrich Haehling von Lanzenauer von der Peter-und-Paul-Kirche in Dessau aus, ab 1907 übernahmen diese Tätigkeit die Geistlichen aus Alten. Bereits 1912 wurde das Grundstück am heutigen Schillerplatz erworben, aber bedingt durch den Ersten Weltkrieg und die Inflation von 1923 konnte noch kein Kirchbau realisiert werden.
1924 begannen neue Bemühungen um einen Kirchbau. Am 25. Mai 1926, dem Dienstag nach Pfingsten, begann der Bau der Herz-Jesu-Kirche. Ihre Grundsteinlegung erfolgte am 20. Juni 1926. Am 1. Weihnachtsfeiertag 1926 fand die Benediktion der Herz-Jesu-Kirche durch Pfarrvikar Heinrich Morsbach statt. 1926 wurde auch ein neues katholisches Schulgebäude errichtet, in das die Schule aus ihrem bisherigen Standort im Gasthof Zum Bären von Anhalt umzog. Die bischöfliche Kirchweihe folgte am 26. Juni 1927 durch Johannes Hillebrand, Weihbischof des Bistums Paderborn, zu dem Roßlau damals gehörte.
1937 bekam Roßlau mit Pfarrvikar Arnold Lessmann erstmal einen ortsansässigen Priester, womit in Roßlau eine katholische Gemeinde gegründet wurde. Bereits im November 1937 folgte ihm Pfarrvikar Leo Selbach (1910–1996), da Pfarrvikar Lessmann sich um seine verwitwete Mutter kümmern musste und daher Roßlau verließ. In der Zeit des Nationalsozialismus wurde die katholische Schule 1938 von den staatlichen Behörden aufgelöst, das Schulgebäude wurde fortan von der Kirchengemeinde genutzt.
Da durch die Flucht und Vertreibung Deutscher aus Mittel- und Osteuropa nach dem Zweiten Weltkrieg die Zahl der Katholiken in Roßlau und den umliegenden Orten erheblich angewachsen war, wurde Roßlau 1949 zur Filialkirchengemeinde erhoben und im gleichen Jahr auch eine Tochtergemeinde in Hundeluft gegründet. 1939 gehörten zur katholischen Gemeinde Roßlau rund 650 Mitglieder, bis 1948 war ihre Zahl auf rund 4500 angestiegen. Bereits am 1. April 1951 folgte die Erhebung der Filialkirchengemeinde Roßlau zur Pfarrei, zuvor gehörte Roßlau zum Pfarrverband von St. Peter-Paul in Dessau. Pfarrvikar Leo Selbach wurde erster Pfarrer von Roßlau, er blieb bis zu seinem Eintritt in den Ruhestand im Jahre 1974 in Roßlau. Sein Nachfolger wurde Meinolf Habitzky (Doctor theologiae, 1928–1986), der zuvor Kuratus in der Roßlauer Tochtergemeinde Hundeluft war. Habitzky blieb bis zu seinem Tod im Jahre 1986 Pfarrer von Roßlau. Sein Nachfolger war Friedrich Endt, der 2006 in den Ruhestand trat und von Hartmut Neuhaus abgelöst wurde.
Am 8. Juli 1994 wurde das Bistum Magdeburg gegründet, und die Zugehörigkeit von Roßlau wechselte vom Erzbistum Paderborn zum Bistum Magdeburg. Am 3. Oktober 2004 weihte Diözesanadministrator Gerhard Feige einen neuen Altar, der nach einem Entwurf des Künstlers Werner Nickel entstanden war und eine Reliquie des heiligen Klemens Maria Hofbauer enthält.
Am 28. Januar 2007 wurde der Gemeindeverbund „Roßlau – Coswig – Zerbst“ errichtet, zu dem außer der Roßlauer Herz-Jesu-Kirche auch die Kirchen St. Michael in Coswig, Mariä Himmelfahrt in Hundeluft und St. Jacobus der Ältere in Zerbst gehörten. Damals umfasste die Pfarrei Roßlau rund 800 Katholiken. Am 28. November 2010, dem 1. Sonntag im Advent, entstand aus dem Gemeindeverbund die heutige Pfarrei Heilige Familie mit Sitz in Roßlau. Auch Güterglück, wo es früher eine katholische Kapelle gab, kam zur Pfarrei Heilige Familie. Bis zur Auflösung der Dekanatsstrukturen im Bistum Magdeburg am 1. September 2023 gehörte Roßlau zum Dekanat Dessau.

## Lage, Architektur und Ausstattung

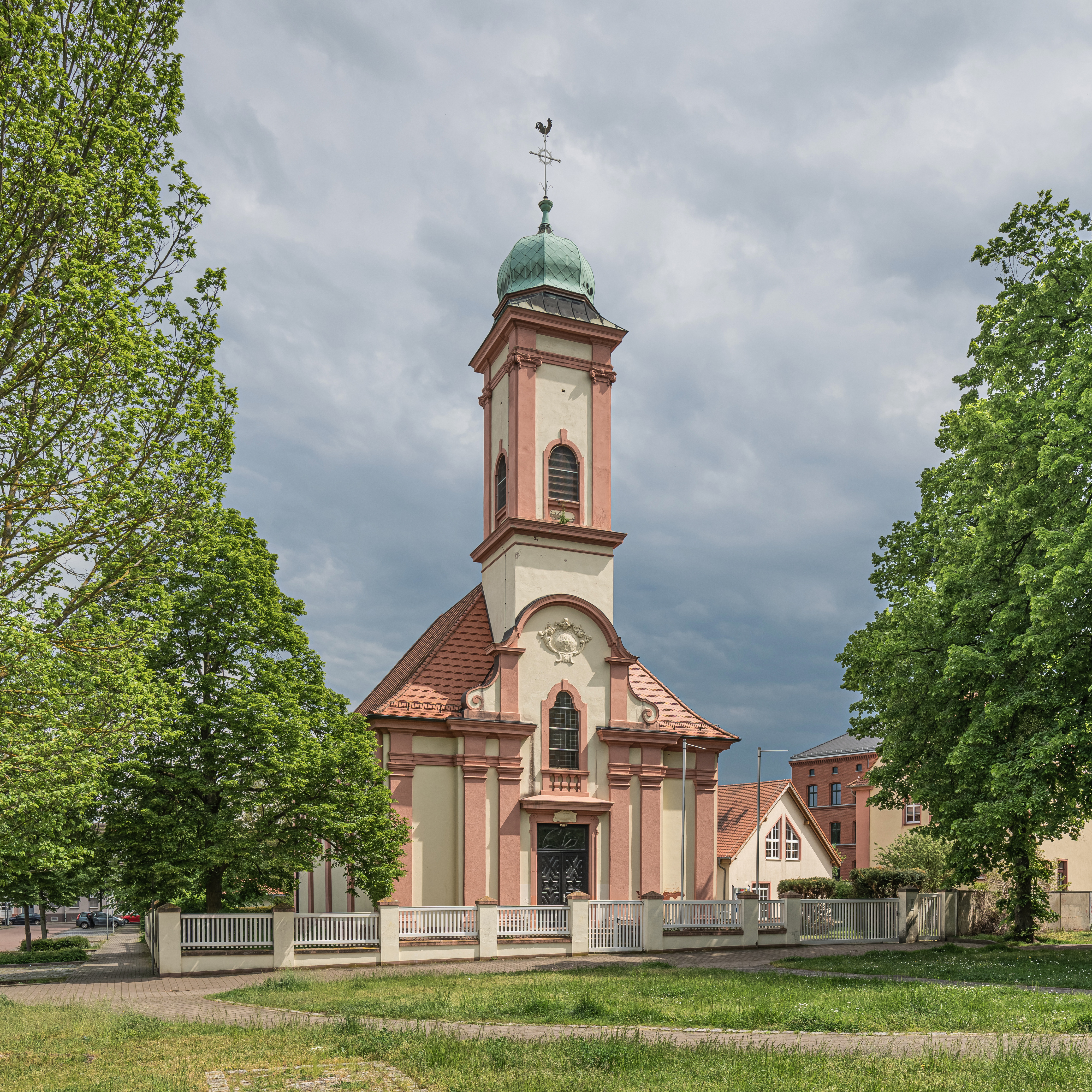
Herz-Jesu-Kirche, turmseitige Fassade

Die Herz-Jesu-Kirche steht am Schillerplatz, sie entstand nach Plänen des Architekten Karl Freckmann, Kreisbaumeister des Kreises Arnsberg, im Baustil des Neobarock. Im gleichen Baustil wurden nach Entwürfen von Baurat Freckmann auch das Finanzamt in Arnsberg (1923) sowie die Kirche St. Maria Magdalena in Bruchhausen (1926) errichtet.
Die geostete Herz-Jesu-Kirche ist durch ein Portal vom Schillerplatz aus zugänglich. Ihr eingezogener Turm wird von einem Kreuz und einem Wetterhahn bekrönt. Das Kirchenschiff ist mit einem Walmdach eingedeckt. Die Sakristei ist an die Südostecke der Kirche angebaut. Das Kirchengestühl lässt einen Mittelgang frei.
Das Altarbild stellt Jesus Christus beim Brotbrechen mit den Emmausjüngern dar. Die Türen des Tabernakels zeigen die Verkündigung des Herrn an Maria. Der seit 1936 bestehende Seitenaltar ist Maria, der Mutter Jesu, gewidmet. Vor ihm können Opferkerzen aufgestellt werden. Die Kreuzwegstationen hängen an den Seitenwänden des Kirchenschiffes. Der Beichtstuhl steht unter der Orgelempore.